# Edmund Reinhard Friedrich Wilhelm Christoph Hektor von Degenfeld
Edmund Reinhard Friedrich Wilhelm Christoph Hektor von Degenfeld (* 13. Januar 1817 in Mannheim; † 13. Dezember 1870 in Karlsruhe) war ein großherzoglich-badischer Generalmajor.

## Leben

### Herkunft
Er war ein Sohn von Christoph Wilhelm Ferdinand von Degenfeld (1776–1831) aus dessen zweiten Ehe mit Theresa Wilhelmine Friederike Carolina von Closen († 1834). Vom Vater erbte er die Grundherrschaft in Ehrstädt, Waibstadt, Unterbiegelhof und Wagenbach.

### Militärkarriere
Degenfeld schlug eine Militärlaufbahn in der Badischen Armee ein und war 1836 Sekondeleutnant im Dragoner-Regiment „Großherzog“. 1841 wurde er Premierleutnant im 1. Dragoner-Regiment, 1843 im 2. Dragoner-Regiment „von Freystedt“. Als Rittmeister quittierte er 1848 vorübergehend den Dienst. 1850 wurde er als Rittmeister beim 3. Reiter-Regiment wieder eingestellt. 1858 wurde er Major im 3. Dragoner-Regiment, 1863 Oberstleutnant im Leib-Dragoner-Regiment, wo er wenig später Kommandeur und Garnisonskommandant in Bruchsal wurde. Wegen eines Garnisonswechsels wurde er 1864 des Garnisonskommandos enthoben und als Generalmajor a. D. in den Ruhestand verabschiedet. Für seine Leistungen war Degenfeld 1849 zum Ritter des Verdienstordens Philipps des Großmütigen mit Schwertern ernannt worden. 1856 erhielt er das Ritterkreuz des Ordens vom Zähringer Löwen und ein Jahr später den Russischen Sankt-Stanislaus-Ordens III. Klasse.

### Familie
Er heiratete am 7. Mai 1855 in Karlsruhe Maria Adelheid Luise Sophie von Hardenburg-Wiederstedt (1835–1907). Die Ehe blieb kinderlos.